# Zvezdița, Tărgoviște
Zvezdița (în bulgară Звездица) este un sat în comuna Omurtag, regiunea Tărgoviște,  Bulgaria. 

## Demografie
Componența etnică a satului Zvezdița
     Turci (85,62%)
     Romi (12,94%)
     Nicio identificare (0,52%)
     Altele (0,91%)
La recensământul din 2011, populația satului Zvezdița era de 765 locuitori. Din punct de vedere etnic, majoritatea locuitorilor (85,62%) erau turci, cu o minoritate de romi (12,94%). Pentru 0,52% din locuitori nu este cunoscută apartenența etnică.